# Tueurs de flics
Pour plus de détails, voir Fiche technique et Distribution.
Tueurs de flics (The Onion Field) est un film américain réalisé par Harold Becker, sorti en salles en 1979.

## Synopsis
Le 9 mars 1963 à Los Angeles, lors d'un banal contrôle de police, à l'intersection de Carlos Avenue et Gower Street, dans le quartier d'Hollywood, les malfaiteurs, Powell et Smith, enlèvent deux policiers, Campbell et Heltinger. Arrivés en voiture dans un champ d'oignons, près de Bakersfield, Powell décide de les tuer, et juste avant de tirer sur Campbell, il lui invoque la loi Lindbergh, qui fut adoptée à la suite de l'enlèvement du bébé Charles Augustus Lindbergh Jr. Smith, qui est surpris de cette exécution, alors qu'il pensait qu'ils allaient les relâcher dans la nature, se met à hurler et reste tétanisé, pendant que Powell finit par achever Campbell de plusieurs balles, avant de pourchasser Heltinger dans le but de l'abattre lui aussi, mais Heltinger parvient à s'échapper. Arrêtés tous les deux, le procès qui s'ensuit va durer des années, en raison de l'acharnement de Powell et de ses avocats pour sa défense, et hanter Heltinger, ce qui se répercutera sur sa vie de famille et professionnelle.

## Fiche technique
- Titre français : Tueurs de flics[1]
- Titre original : The Onion Field
- Réalisation : Harold Becker
- Scénario : Joseph Wambaugh, d'après son roman The Onion Field
- Musique : Eumir Deodato
- Photographie : Charles Rosher Jr.
- Montage : John M. Wheeler, Thomas Stanford (non-crédité)
- Distribution des rôles : Lynn Stalmaster
- Décors : Brian Eatwell
  - Décors de plateau : Richard C. Goddard
- Costume : Sharon Swenson (non-créditée)
- Maquillage : Bob Mills
- Coiffure : Edie Panda
- Producteur : Walter Coblenz
- Société de production : Black Marble Productions
- Sociétés de distribution : Avco Embassy Pictures
- Pays de production :  États-Unis
- Langue : anglais
- Genre : Drame
- Durée : 122 minutes
- Dates de sortie :
  - États-Unis : 19 septembre 1979
  - France : 8 octobre 1980
- Rating : Interdit aux moins de 12 ans (France)

## Distribution
- John Savage (VF : Erik Colin) : l'inspecteur Karl Francis Hettinger
- James Woods (VF : Jean Roche) : Gregory Ulas Powell
- Franklyn Seales (VF : Richard Darbois) : Jimmy Lee "Youngblood" Smith
- Ted Danson (VF : Bernard Murat) : l'inspecteur Ian Campbell
- Ronny Cox (VF : Jacques Thébault) : le sergent Pierce Brooks
- David Huffman (VF : José Luccioni) : le procureur de district Phil Halpin
- Christopher Lloyd (VF : Jean-Louis Jemma) : l'avocat emprisonné
- Dianne Hull (en) : Helen Hettinger
- Priscilla Pointer (VF : Martine Sarcey) : Chrissie Campbell
- Beege Barkette (VF : Annie Balestra) : la femme de Greg
- Richard Herd (VF : Jacques Dynam) : un policier
- Le Tari (en) (VF : Robert Liensol) : Emmanuel McFadden
- Richard Venture (VF : Georges Lycan) : l'inspecteur Glenn Bates
- Lee Weaver (en) (VF : Henry Djanik) : Billy
- K Callan (en) (VF : Arlette Thomas) : Mme Powell
- Sandy McPeak : M. Powell
- Lillian Randolph : Nana, la grand-mère de Jimmy
- Ned Wilson : le capitaine de la LAPD
- Jack Rader : le capitaine des affaires internes
- Bradford English (en) (VF : Jean-Pierre Moreux) : le flic roux
- Stanley Grover : un avocat de Greg #2
- Michael Pataki : le procureur de district Dino Fulgoni
- Burke Byrnes (VF : Jacques Richard) : un officier de la California Highway Patrol
- Vincent Caristi (VF : Frédéric Pieretti) : l'homosexuel arrêté
- Don Starr (en) : le juge Mark Brandner
- William Dial : le propriétaire du drugstore
- Steve Conte : un gardien de la prison #1
- Raymond Guth (VF : Georges Lycan) : un gardien de la prison #2
- Raleigh Bond (VF : Claude d'Yd) : le juge Thomas LeSage
- Sandy Ward : le prêteur sur gages
- Kenneth Patterson (VF : Louis Arbessier) : le juge Harold Shepherd
- Peter Miller : Oscar, l'inspecteur dans le magasin
- William Sanderson (VF : Michel Mella) : un jeune escroc en prison
- Richard Seff (VF : Jean Michaud) : un avocat de Jimmy #1
- Pat Corley (VF : Georges Atlas) : un avocat de Jimmy #2
- Robert Lee Jarvis : l'inspecteur de Bakersfield
- Allen Williams (VF : Frédéric Pieretti) : un policier, joueur de poker
- Jon K. Greene : Chris, un officier de la California Highway Patrol
- Dolores Sandoz : le journaliste judiciaire
- Bill Morey : un avocat
- John de Lancie : un lieutenant du LAPD
- Wendell Wright (VF : Med Hondo) : un sergent du LAPD
- Richard E. Kalk : un huissier
- Ray Camacho : Gunrail Guard
- Maggie Sullivan : Adah Campbell
- René Le Vant (VF : Jacques Ciron) : le travesti arrêté
- Charles Cyphers : Chaplain
- Tony Becker : Boy Piper
- Tony Di Milo (VF : Sady Rebbot) : un employé du tribunal
- Jessie Lawrence Ferguson (en) : le joueur
- Nick Romero : le condamné à mort
- Cindy Collins : Dawn Hettinger
- Phillip R. Allen (en) (VF : William Sabatier) : le procureur de district Marshall Shulman (non-crédité)
- Roger Carroll (en) : une voix à radio (non-crédité)
- Bruce T. Huntley : le joueur de cornemuse (non-crédité)
- Charles Siebert : le sergent qui fait l'appel (non-crédité)